# Körbezárt szántóterület paraszttal
A Körbezárt szántóterület paraszttal, más néven Táj Saint-Rémynél Vincent van Gogh festménye, amely az Indianapolis Museum of Art gyűjteményében van.

## Keletkezése
Van Gogh 1889 őszén festette a képet a provence-i Saint-Rémyben, azután, hogy felépült abból az ideg-összeroppanásból, amely 1888 karácsonyán, Paul Gauguin látogatása során érte, és fülének lemetszéséhez vezetett. A művész négy olyan képet is festett ezen az őszön, amely fallal körbevett szántóföldet ábrázol.
Van Gogh spiritualitása és intenzív azonosulása a természet erőivel megjelent abban a formában, ahogy az őt körülvevő tájat látta és megfestette. Képein a táj saját belső világának kivetülésévé vált.  A dinamikus ecsetvonásokkal felvitt, gazdag felületi textúrájú és különböző színekben pompázó elemek, a felszántott talaj, a zord hegycsúcsok és a belső termékeny sáv szimbolizálja a művész panteista meggyőződését.
A festmény a művész bátyja, Theo van Gogh tulajdonában volt 1891-es haláláig, ekkor felesége, Johanna van Gogh-Bonger örökölte meg, aki 1905 májusában eladta a berlini Paul Cassirernek. Utána a szintén német Robert von Mendelssohn, majd özvegye, Giulietta von Mendelssohn tulajdonolta a festményt, amely gyermekeik útján jutott át az Amerikai Egyesült Államokba.